# Mount Washington Hotel
Le Mount Washington Hotel est un hôtel de Bretton Woods, dans l'État américain du New Hampshire, et situé près du Mont Washington. Il servit de cadre à la conférence de Bretton Woods, qui posa les bases d'un nouveau système monétaire international en instituant la Banque internationale pour la reconstruction et le développement (BIRD, devenue la Banque mondiale) et le Fonds monétaire international en juillet 1944.

## Histoire

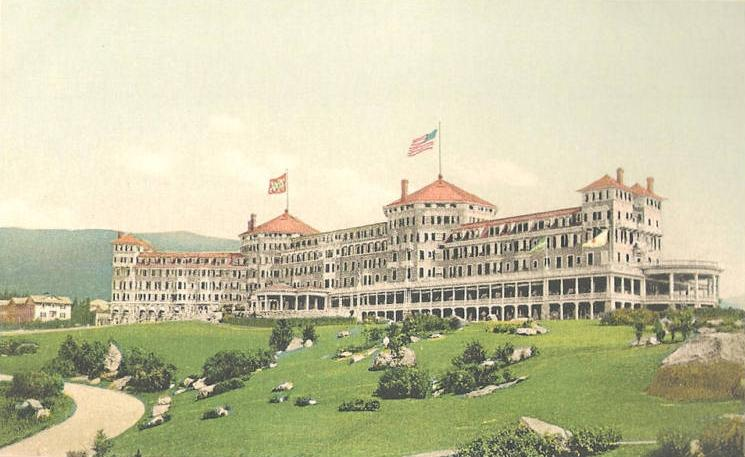
L'hôtel vers 1910.